# Model Mugging
El Model Mugging és una forma de defensa personal, els instructors de la qual són anomenats «simuladors d'assalts» (en anglès model muggers) i vesteixen proteccions voluminoses molt característiques. Va ser fundada per Matt Thomas i desenvolupada per Danielle Smith, Julio Toribio, Sheryl Doran i Mark Morris, inspirats per la agressió sexual a una dona cinturó negre de karate. El Model Mugging intenta convertir la reacció de l'adrenalina en a una resposta activa, en lloc de por paralitzadora, a través d'atacs simulats i sessions grupals de conversa.

## Tècniques i entrenament
L'entrenament del Model Mugging implica sessions de role-playing i, a vegades, lluites en diferents situacions d'assalt. S'ensenyen tècniques de defensa física, mètodes per evitar o defugir assalts potencials, defenses verbals i estratègies de presa de decisions sota pressió.
Durant els assalts simulats, l'instructor, fortament protegit, assetja, grapeja o directament ataca l'estudiant, que pot respondre (si pensa que una resposta física pot ser apropiada per la situació) amb atacs de força intensa. La càrrega emocional que implica la naturalesa de les situacions, combinada amb el caire violent del combat, sol provocar nivells alts d'adrenalina, similars als que tindrien lloc en un assalt real. La naturalesa intensa de l'entrenament intenta mostrar a l'estudiant com pensar clarament i respondre en situacions de tensió extrema.

## Història
El Model Mugging obtingué una publicitat notable a finals dels 1970 i els 1980. El primer reconeixement públic important fou l'aparició, en 1978, al Human Behavior Magazine, i al The Chronicle of Higher Education.
La popularitat del Model Mugging creixér àpidament després de la publicació d'un article a la revista Black Belt que descrivia el nou sistema d'entrenament. Moltes altres publicacions i seguidors aportaren una cobertura mediàtica molt positiva, especialment a la revista People. El programa fou àmpliament publicitat a molts mitjans, com les revistes Life, i Glamour entre d'altres.
En 1990, algunes instructores femenines declararen haver patit agressions sexuals per part d'instructors masculins de Model Mugging. Després de varies acusacions a Thomas per conducta inapropiada, a causa de fets que haurien tingut lloc en unes classes privades que oferí a diferents instructores del programa, la directiva nacional de Model Mugging dels Estats Units aprovà noves normes que en prohibien la pràctica. Les dones que havien interposat les denúncies romperen amb el programa Model Mugging après a Stanford i formaren les seves pròpies organitzacions d'autodefensa.
En 1990, el psicòleg Albert Bandura usà el Model Mugging per a un estudi psicològic en el que, juntament amb Elizabet Ozer, establiren la hipòtesi que «la presa de consciència i l'autocontrol regeixen la capacitat de sobreposar-se sobre les amenaces físiques». Les dones participaren en un programa orientat a l'aprenentatge d'habilitats físiques per defensar-se amb èxit contra assaltants sexuals desarmats.